# Man Bites Dog
Man Bites Dog (franska: C'est arrivé près de chez vous) är en belgisk långfilm från 1992 i regi av Rémy Belvaux, André Bonzel och Benoît Poelvoorde, med Benoît Poelvoorde, Jacqueline Poelvoorde-Pappaert, Nelly Pappaert och Hector Pappaert i rollerna. Filmen klassades som förråande och blev totalförbjuden i Sverige.

## Handling
Ett filmteam som följer en galen seriemördare utan några som helst spärrar